# Università del Wyoming
L'Università del Wyoming è un'università statunitense pubblica con sede a Laramie, in Wyoming.

## Storia
L'università fu fondata nel marzo 1886, quattro anni prima che il Wyoming fosse ammesso come quarantaquattresimo Stato degli USA.

## Sport
I Cowboys (o Cowgirls per le donne), che fanno parte della NCAA Division I, sono affiliati alla Mountain West Conference. Lo sci (di cui Wyoming è campione NCAA nel 1968 e nel 1985), la pallacanestro e l'hockey su ghiaccio (campioni nel 2001) sono gli sport principali, le partite interne vengono giocate al War Memorial Stadium e indoor all'Arena-Auditorium.

### Pallacanestro
Wyoming è uno dei college più rappresentativi nella pallacanestro, conta 15 apparizioni nella post-season e si è laureato campione nel torneo del 1943 (unica volta in cui ha raggiunto le Final Four).

I Cowboys non prendono parte alla March Madness dal 2002.